# Vicente Girauta Linares
Vicente Girauta Linares (1889 - Madrid, 24 de julio de 1939) fue un policía español que ocupó diversos puestos durante la Guerra Civil. Algunos autores han señalado su papel en las llamadas Matanzas de Paracuellos.

## Biografía
Era policía de profesión, procedente del Cuerpo de Vigilancia.
Tras el estallido de la Guerra Civil, ascendió y se hizo cargo de la Brigada de Crímenes "Sociales". En octubre de 1936 fue nombrado Subdirector general de Seguridad, en sustitución del dimitido Carlos de Juan Rodríguez. Cuando comenzó la Batalla de Madrid su superior jerárquico, Manuel Muñoz Martínez, se marchó a Valencia junto al resto del gobierno republicano; esto le dejó prácticamente al frente de la DGS en Madrid. Pero en medio de la evacuación del gobierno las funciones de seguridad fueron asumidas por la Delegación de Orden público de la Junta de Defensa de Madrid, dirigida por Segundo Serrano Poncela, a cuyas órdenes quedó Girauta. No obstante, sería Girauta el que firmó muchas de las órdenes de evacuación de presos de las cárceles de Madrid que, sin embargo, acabarían siendo ejecutados en Paracuellos.
El papel de Girauta en estos hechos sigue generando discrepancias entre los historiadores. Dos semanas después de que Muñoz Martínez abandonase Madrid, el 22 de noviembre Girauta también se trasladó a Valencia.
A lo largo de la contienda ocupó diversos puestos: en junio de 1937 fue nombrado Comisario general de Fronteras y Puertos, y en julio de 1938 fue nombrado Comisario general de Seguridad para la provincia de Madrid. Tras el triunfo del Golpe de Casado, el recién constituido Consejo Nacional de Defensa le nombró Director General de Seguridad. Ocupó el cargo apenas unas semanas, poco antes de que la República colapsara y acabase la contienda.
Capturado por las fuerzas franquistas, fue fusilado en las tapias del Cementerio del Este el 24 de julio de 1939, junto a cuarenta y siete personas más.